# Kabazi (periodiskt vattendrag i Burundi, Kayanza)
Kabazi är ett periodiskt vattendrag i Burundi.   Det ligger i provinsen Kayanza, i den nordvästra delen av landet, 60 kilometer nordost om huvudstaden Bujumbura.
Omgivningarna runt Kabazi är en mosaik av jordbruksmark och naturlig växtlighet. Runt Kabazi är det tätbefolkat, med 397 invånare per kvadratkilometer.